# Karl Sutter
Karl Sutter (10. května 1914 – 14. září 2003) byl německý atlet, mistr Evropy ve skoku o tyči z roku 1938.
Narodil se ve švýcarské Basileji, reprezentoval však Německo. Zazářil během dvou sezón – v roce 1937 se stal mistrem Německa ve skoku o tyči. O rok později tento titul obhájil, zároveň zvítězil na evropském šampionátu výkonem 405 cm .